# Campeonato Mundial de Taekwondo de 1995
O Campeonato Mundial de Taekwondo de 1995 foi a 12ª edição do evento, organizado pela Federação Mundial de Taekwondo (WTF) entre 17 de novembro a 21 de novembro de 1995. A competição foi realizada no Teatro Francisco Balagtas, em Manila, Filipinas. 

## Resultados
Os resultados foram os seguintes. 
Masculino
| Evento        | Ouro                         | Prata                           | Bronze                            |
| Até 50 kg     | Coreia do Sul Jin Seung-tae  | Filipinas · Roberto Cruz        | Jordânia · Mohammad Al-Hamed      |
| Até 50 kg     | Coreia do Sul Jin Seung-tae  | Filipinas · Roberto Cruz        | Suécia · Carlos Chamorro          |
| Até 54 kg     | Turquia · Cihat Kutluca      | Irão Mehrdad Rokni              | Hungria · Gergely Salim           |
| Até 54 kg     | Turquia · Cihat Kutluca      | Irão Mehrdad Rokni              | México · Rubén Palafox            |
| Até 58 kg     | Coreia do Sul Chang Dae-soon | Espanha · Gabriel Esparza       | Taipé Chinesa · Huang Chih-hsiung |
| Até 58 kg     | Coreia do Sul Chang Dae-soon | Espanha · Gabriel Esparza       | Vietname · Trần Quang Hạ          |
| Até 64 kg     | Coreia do Sul Kim Byung-uk   | Estados Unidos · Clayton Barber | Irão Bijan Moghanloo              |
| Até 64 kg     | Coreia do Sul Kim Byung-uk   | Estados Unidos · Clayton Barber | Itália · Claudio Nolano           |
| Até 70 kg     | Alemanha · Aziz Acharki      | México · Roberto Estrada        | Suécia · David Gonzales           |
| Até 70 kg     | Alemanha · Aziz Acharki      | México · Roberto Estrada        | Irão Fariborz Askari              |
| Até 76 kg     | Espanha · José Jesús Márquez | Estados Unidos · Jean López     | Suécia · Nico Davis               |
| Até 76 kg     | Espanha · José Jesús Márquez | Estados Unidos · Jean López     | Taipé Chinesa · Liu Tsu-len       |
| Até 83 kg     | Coreia do Sul Lee Dong-wan   | Filipinas · Ulysses Marcelino   | França · Mickaël Meloul           |
| Até 83 kg     | Coreia do Sul Lee Dong-wan   | Filipinas · Ulysses Marcelino   | Iugoslávia · Zoran Prerad         |
| Mais de 83 kg | Coreia do Sul Kim Je-kyoung  | França · Pascal Gentil          | Itália · Massimiliano Romano      |
| Mais de 83 kg | Coreia do Sul Kim Je-kyoung  | França · Pascal Gentil          | Brasil · Lúcio Aurélio de Freitas |

Feminino
| Evento        | Ouro                            | Prata                              | Bronze                           |
| Até 43 kg     | Taipé Chinesa · Huang Chiu-chin | Coreia do Sul Yang So-hee          | Itália · Cristina Atzeni         |
| Até 43 kg     | Taipé Chinesa · Huang Chiu-chin | Coreia do Sul Yang So-hee          | Espanha · Coral Falco            |
| Até 47 kg     | Turquia · Hamide Bıkçın Tosun   | Alemanha · Monika Sprengel         | Porto Rico · Betsy Ortiz         |
| Até 47 kg     | Turquia · Hamide Bıkçın Tosun   | Alemanha · Monika Sprengel         | Vietname · Trần Thị Mỹ Linh      |
| Até 51 kg     | Coreia do Sul Won Sun-jin       | Estados Unidos · Michelle Thompson | Japão · Minako Hatakeyama        |
| Até 51 kg     | Coreia do Sul Won Sun-jin       | Estados Unidos · Michelle Thompson | Taipé Chinesa · Wu Shan-chen     |
| Até 55 kg     | Coreia do Sul Lee Seung-min     | Brasil · Leonildes Santos          | Turquia · Nuray Deliktaş         |
| Até 55 kg     | Coreia do Sul Lee Seung-min     | Brasil · Leonildes Santos          | Estados Unidos · Janet Glasman   |
| Até 60 kg     | Coreia do Sul Park Kyung-suk    | Argentina · Vanina Sánchez\|       | México · Marlene Ramírez         |
| Até 60 kg     | Coreia do Sul Park Kyung-suk    | Argentina · Vanina Sánchez\|       | Croácia · Miet Filipović         |
| Até 65 kg     | Coreia do Sul Cho Hyang-mi      | Taipé Chinesa · Hsu Chih-ling      | Turquia · İnci Taşyürek          |
| Até 65 kg     | Coreia do Sul Cho Hyang-mi      | Taipé Chinesa · Hsu Chih-ling      | Estados Unidos · Dana Martin     |
| Até 70 kg     | Espanha · Ireane Ruíz           | Coreia do Sul Park Sun-mi          | Guatemala · Heidy Juárez         |
| Até 70 kg     | Espanha · Ireane Ruíz           | Coreia do Sul Park Sun-mi          | México · Mónica del Real         |
| Mais de 70 kg | Coreia do Sul Jung Myoung-sook  | Espanha · Yolanda García           | Croácia · Nataša Vezmar          |
| Mais de 70 kg | Coreia do Sul Jung Myoung-sook  | Espanha · Yolanda García           | Taipé Chinesa · Huang Hsiao-ying |

## Quadro de medalhas
O quadro de medalhas foi publicado. 
| Ordem | País           | Medalha de ouro | Medalha de prata | Medalha de bronze | Total |
| ----- | -------------- | --------------- | ---------------- | ----------------- | ----- |
| 1     | Coreia do Sul  | 10              | 2                | 0                 | 12    |
| 2     | Espanha        | 2               | 2                | 1                 | 5     |
| 3     | Turquia        | 2               | 0                | 2                 | 4     |
| 4     | Taipé Chinesa  | 1               | 1                | 4                 | 6     |
| 5     | Alemanha       | 1               | 1                | 0                 | 2     |
| 6     | Estados Unidos | 0               | 3                | 2                 | 5     |
| 7     | Filipinas      | 0               | 2                | 1                 | 3     |
| 8     | México         | 0               | 2                | 0                 | 2     |
| 9     | Irão           | 0               | 1                | 2                 | 3     |
| 10    | Brasil         | 0               | 1                | 1                 | 2     |
| 10    | França         | 0               | 1                | 1                 | 2     |
| 12    | Argentina      | 0               | 1                | 0                 | 1     |
| 13    | Itália         | 0               | 0                | 3                 | 3     |
| 13    | Suécia         | 0               | 0                | 3                 | 3     |
| 15    | Croácia        | 0               | 0                | 2                 | 2     |
| 15    | Vietname       | 0               | 0                | 2                 | 2     |
| 17    | Guatemala      | 0               | 0                | 1                 | 1     |
| 17    | Hungria        | 0               | 0                | 1                 | 1     |
| 17    | Japão          | 0               | 0                | 1                 | 1     |
| 17    | Jordânia       | 0               | 0                | 1                 | 1     |
| 17    | Porto Rico     | 0               | 0                | 1                 | 1     |
| 17    | Iugoslávia     | 0               | 0                | 1                 | 1     |
| Total | Total          | 16              | 16               | 32                | 64    |